# Монгуш, Кежик Буянович
Кежик Буянович Монгуш (14 марта 1999) — российский борец вольного стиля, призёр чемпионата России. Мастер спорта России международного класса.

## Спортивная карьера
Является воспитанником кызылской школы борьбы, тренируется под руководством Ай-даша Самдана и Руслана Борокшонова . 27 июня 2018 года ему было присвоено звание мастер спорта России. 6 апреля 2019 года во Владикавказе, победив в схватке за 3 место Ибрагима Абдурахманова, выиграл бронзу первенства России среди юниоров. В середине октября 2019 года в Кемерово в схватке за бронзовую медаль турнира «Шахтёрская слава» он проиграл Фёдору Балтуеву из Иркутской области. В середине сентября 2020 года в Красноярске, одолев в финале Антона Евдокимова из Иркутской области, выиграл Чемпионат СФО. В начале декабря 2020 года в Смоленске участвовал на Первенстве России U-23. В конце декабря 2020 года в Красноярске стал бронзовым призёром Всероссийского турнира на призы Академии имени Дмитрия Миндиашвили. 13 марта 2021 года участвовал на чемпионате России в Улан-Удэ. 3 октября 2021 года на Первенстве России U23 в Наро-Фоминске, в схватке за бронзовую медаль проиграл Александру Сабанову из Северной Осетии. 27 января 2022 года в Красноярске был заявлен на Международный турнир «Иван Ярыгин», однако на схватку не вышел. В апреле 2022 года в Красноярске, победив в финале Роберта Манасяна из Красноярского края, выиграл чемпионат СФО. 25 августа 2022 года в полуфинале на Всероссийской Спартакиаде в Казани проиграл Ахмеду Идрисову из Дагестана, а на следующий день уступил в борьбе за 3 место Муслиму Мехтиханову. 29 октября 2022 год в Якутске на Международном турнире памяти заслуженного тренера СССР Дмитрия Коркина в схватке за бронзу победил Владимира Егорова из Северной Македонии. 30 апреля 2023 года на Международном турнире «Baikal Open» на призы Главы Бурятии в Улан-Удэ в борьбе за бронзовую медаль победил Кежика Седена из Тывы. 22 июня 2023 года на чемпионате России в Каспийске в борьбе за бронзовую медаль проиграл Алику Хадарцеву из ХМАО. В конце августа 2023 года в Екатеринбурге, победив в финале россиянина Даниила Боднара, выиграл Международный фестиваль университетского спорта. 8 сентября 2023 года в Якутске, стал победителем Международный турнир памяти Дмитрия Коркина, так как его соперник по финалу Ахмед Идрисов из Дагестана не вышел на схватку из-за травмы. В середине октября 2023 года в Якутске, победив в финале Александра Авелова из Якутии, выиграл всероссийский турнир памяти Александра Крылова. 23 ноября 2023 года в подмосковном Раменском, в составе сборной Иркутской области, принимал участие в Кубке России. 26 января 2024 года на Кубке памяти Ивана Ярыгина в Красноярске в малом финале побелил Башира Магомедова из Дагестана, став обладателем бронзы. 1 июля 2024 года ему было присвоено звание мастер спорта России международного класса. 19 мая 2025 года в Каспийске дошёл до финала Международного турнира памяти Али Алиева, в котором проиграл дагестанцу Муслиму Мехтиханову. 28 июня 2025 года на чемпионате России в Москве, в схватке за 3 место он одолел Баира Баяндуева из Бурятии, став обладателем бронзовой награды.

## Спортивные результаты
- Международный фестиваль университетского спорта 2023 — ;
- Кубок памяти Ивана Ярыгина 2024 — ;
- Чемпионат России по вольной борьбе 2025 — ;

## Личная жизнь
Является выпускником Тувинского государственного университета.